# Browning Automatic Rifle
Browning Automatic Rifle eller BAR, er en familie af automatrifler og lette maskingeværer brugt af USA og andre lande i det 20. århundrede.
Våbnet blev designet i 1917 af våbendesigneren John Browning, hovedsagelig som en afløser for de franske Chauchat og Hotchkiss M1909. BAR var originalt tænkt som en let automatriffel, men blev det meste af sin tjenestetid brugt som et let maskingevær med støtteben. Den originale M1918-version er det letteste maskingevær kalibreret til .30-06 Springfield-ammunition. Dens 20-skuds-magasin hindrede dog dens effektivitet som et let støttevåben.

## Historie og design
Browning BAR er en gasdrevet, luftkølet magasinfødet automatriffel. Den er kalibreret til den daværende amerikanske standardkaliber .30-06 Springfield. Løbet er skruet fast i receiveren og er dermed ikke nemt at skifte, som det ellers er normen på støttevåben. Geværet havde et 20-skuds-magasin.
Fra indførelsen i 1918 var BAR M1918 i stand til at skyde både semi- og fuldautomatisk. Den blev først udleveret i februar 1918, og man håbede, at den kunne hjælpe med at bryde de fastlåste stillinger i skyttegravskrigen på vestfronten. Ideen var, at riflen skulle bruges som støttevåben på gruppeplan og hjælpe med fremrykningen mellem skyttegravene. BAR blev dog ikke brugt i større udstrækning i 1. verdenskrig, dels på grund af afslutningen på krigen, og dels fordi den amerikanske hær ville undgå, at riflen faldt i fjendens hænder. Den blev først brugt i kamp i september 1918. Der var fremstillet 85.000 eksemplarer, da krigen sluttede.
I 1922 blev M1922-udgaven introduceret. Denne version var udstyret med køleribber på løbet og montage til en skulderrem. Modellen var tiltænkt det amerikanske kavaleri. M1922 blev ikke udleveret med støtteben, men kunne udstyres med sådanne, hvis man ønskede det.
I 1940 blev den endelige BAR-model M1918A2 introduceret. Denne version havde ikke mulighed for semiautomatisk ildafgivelse. I stedet kunne man justere skudkadencen mellem "hurtig auto" (500-659 skud/minut) og "langsom auto" (300-450 skud/minut). Mekanismen var dog kompliceret, svær at rense og blev ofte beskadiget af fugt og rust, så våbnet blev ubrugeligt. Støtteben var nu sat fast til løbet, og en flammeskjuler blev tilføjet. Våbnets rolle var nu som let maskingevær på gruppeplan. Våbnets succes i denne rolle var begrænset, da løbet ikke kunne skiftes og magasinkapaciteten var for lille. Det var derfor underlegent i forhold til andre lette maskingeværer så som den engelske Bren Gun eller japanske M1936 Nambu, der fra starten var bygget som sande lette maskingeværer. Støttebenene og flammeskjuleren, der begge var nemme at fjerne, blev ofte taget af af soldaterne for at spare vægt. I kamp, særligt i stillehavskrigen, blev BAR brugt i den oprindelige funktion som automatriffel. I 1943 blev glasfiberkolben erstattet med en af træ, og sent i krigen blev et løbsmonteret bæregreb tilføjet.
Da den var udleveret som støttevåben for infanterigrupper, blev alle soldater trænet i grundlæggende brug af riflen. På trods af sine fejl (for tyndt løb, der hurtigt overophedede, begrænset magasinkapacitet, upålideligt rekylkompensationssystem, gascylinder fremstillet i et materiale, der nemt rustede, og mange små interne dele, beviste BAR-designet sit værd, når det blev renset grundigt og ofte. Våbnet tjente i kamp fra sent i 1. verdenskrig, gennem 2. verdenskrig, koreakrigen og de tidlige faser af vietnamkrigen, hvor USA sendte en mængde BAR-rifler til den sydvietnamesiske hær. Flere NATO-lande og lande støttet af USA indførte BAR, og den blev brugt op til 1990'erne. Polen, Belgien og Sverige udviklede BAR-varianter i 1930'erne med forbedrede vertikale pistolgreb og hurtigt udskiftelige løb.
Selvom den ikke længere er i brug i militære styrker, lever BAR'en dog videre i væbnede styrker over hele verden i form af FN MAG, eller M240 maskingeværet. MAG er stort set en moderniseret BAR omdannet til bæltefødning i kaliber 7.62 mm NATO. Den er vidt berømt for sin pålidelighed og har afløst M60 maskingeværet i de amerikanske styrker.